# Echipa de șoc
Echipa de șoc (în original: The A-Team) este un serial american de aventură și comedie, adresat publicului tânăr și adult, difuzat inițial în SUA de postul NBC în anii 1983-1987. Au fost produse în total 98 de episoade de aproximativ 45-50 de minute, în cinci sezoane. În 2010, a fost creată o versiune cinematografică a serialului - sub același titlu. A fost unul dintre cele mai populare seriale ale anilor 1980 în SUA, doborând recordurile de popularitate și devenind în cele din urmă unul dintre simbolurile culturii de masă cu muzică ușor de recunoscut și personaje caracteristice (care ar putea include și vehiculele lor).

## Acțiunea
Protagoniștii serialului sunt patru prieteni devotați, arătați (în ciuda diferitelor defecte) într-o lumină foarte veselă și pozitivă. Trei dintre ei: Hannibal, BA și Smiley - au făcut parte din comandouri, veterani ai războiului din Vietnam, urmăriți de serviciile federale americane ca urmare a unei acuzații nedrepte de jaf de bancă în Hanoi. Al patrulea - Murdock - este un fost pilot militar care a servit și în Vietnam. În calitate de mercenari, ei întreprind misiuni periculoase, luptă continuu, operează la granița legii și adesea o încalcă. În același timp, aceștia încearcă să rezolve misterul acuzației lor pentru a se elibera de acuzații.
În ciuda temei de thriller și criminalitate, și a multor cascadorii și efecte pirotehnice, serialul se caracterizează prin veselie și umor. În ciuda exploziilor, a accidentelor de mașină, a dezastrelor și a utilizării constante a armelor, inclusiv a puștilor Ruger⁠(d) preferate ale personajelor, aproape niciunul dintre personaje, inclusiv personajele negative, nu este niciodată ucis. Totul se termină cu vânătăi și distrugeri de echipamente sau clădiri. Personajele serialului au folosit și diverse trucuri pentru a-și învinge și deseori ridiculiza adversarii. În multe episoade, au folosit arme improvizate (cum ar fi mașini blindate, aruncătoare de flăcări etc.), construite din orice era la îndemână (în principal din piese găsite în depozite).

## Distribuție
- George Peppard – Colonelul John „Hannibal” Smith (toate cele 97 de episoade)
- Mr. T - sergent Bosco Albert "BA" Baracus (97 de episoade)
- Dirk Benedict - Locotenent Templeton „Smiley” Peck (96 de episoade)
- Dwight Schultz – Căpitanul HM Murdock (97 de episoade)
- Tim Dunigan - Locotenent Templeton „Smiley” Peck (1 episod: doar pilot)
- Melinda Culea – Amy Amanda Allen (1983: 24 de episoade)
- Lance LeGault - Colonelul Roderick Decker (1984–1985: 20 de episoade)
- Robert Vaughn – General Hunt Stockwell (1986–1987: 13 episoade)
- Eddie Velez – Frankie „Dishpan” Santana (1986–1987: 13 episoade)

### Invitați speciali
- Boy George – Boy George (muzician: 1 episod)
- Isaac Hayes – CJ Mack (muzician: 1 episod)
- Hulk Hogan – Hulk Hogan ( luptător american : 2 episoade)
- Rick James – Rick James (muzician: 1 episod)
- William Perry - William Perry (jucător de fotbal american: 1 episod)